# Вторжение на Ямайку
Вторжение на Ямайку — морская экспедиция английского флота в Карибском бассейне в 1655 году, приведшая к захвату острова Ямайка у Испании. Захват Ямайки стал casus belli и вызвал фактическое начало войны между Англией и Испанией.

## Предыстория
В 1654 году Оливер Кромвель поручил адмиралу Вильяму Пенну и генералу Роберту Венейблсу обеспечить англичанам опорную базу в Карибском бассейне. Его советник, ренегат-доминиканец Томас Кейдж, до этого бывший миссионером в Вест-Индии, утверждал, что испанские колонии на Кубе и Эспаньоле плохо защищены. Экспедиция из 18 боевых кораблей и 20 транспортов отправилась из Портсмута в день Рождества 1654 года и набрала дополнительных рекрутов на остановке в Барбадосе.
После поражения при осаде Санто-Доминго английская экспедиция под руководством Роберта Венейблса и Уильяма Пенна, боясь недовольства со стороны Оливера Кромвеля, решила попытаться захватить Ямайку. Остров был слабо защищен, а испанские поселенцы к тому времени насчитывали чуть более 1500 мужчин, женщин и детей. Флотоводец Пенн, не доверяя пехотным командирам после неудачи при Санто-Доминго, взял на себя общее командование.

## Вторжение
В среду утром, 9 мая, мы увидели издали очень высокий остров Ямайка. В среду 10-го наши солдаты, численностью 7000 высадились на побережье...
- Из письма английского солдата, участвовавшего во вторжении на Ямайку.
19 мая два испанских поселенца увидели огромный флот у берегов острова и предупредили испанского губернатора Хуана Рамиреса де Арельяно. Островитяне и губернатор были застигнуты врасплох и не смогли организовать сопротивление. На рассвете 21 мая англичане закрепились на отмелях залива Кагуэй. Уильям Пенн использовал самые миниатюрные суда своей флотилии, чтобы войти в бухту, опасную своими отмелями. Вскоре начался обмен выстрелами между англичанами и батареей на ближайшем холме. Впрочем, ополченцы во главе с неопытным Франсиско де Проэнса, местным землевладельцем, довольно скоро бросили свои позиции.
Пенн высадил десант и двинулся к лежащему в 6 милях от бухты Вилья-де-ла-Вега, который он с легкостью занял и принудил Арельяно к капитуляции. Венаблз, несмотря на болезнь, сошел на берег 25 мая и изложил губернатору условия мира. Он объявил, что остров должен быть присоединен к Британскому Содружеству, а жители должны покинуть остров в течение двух недель под страхом смерти. Рамирес выжидал в течение двух дней, но в конце концов подписал договоренность 27 мая. Вскоре после этого он отплыл в Сан-Франсиско-де-Кампече и умер в пути.
Не все испанские жители признали эту договоренность. Проэнса с небольшой группой испанских переселенцев, а также маруны перебрались на север, в горные районы, и объявили партизанскую войну против английской оккупации.

## Последствия

Европейские колонии в Карибском бассейне к 1700 году.

Англичане вскоре стали страдать от болезней и голода, а Пенн и Венейблз в августе отправились в Англию. Кромвель не удовлетворился захватом Ямайки и все равно отправил Пенна и Венейблза в Тауэр. Оставшиеся на острове англичане умирали сотнями от эпидемий. В течение года из 7000 английских офицеров и солдат, участвовавших во вторжении, в живых осталось не более 2500. Лихорадка вскоре добралась и до испанцев, и одной из первых жертв был Проэнса, который остался слепым. Его сменил Кристобаль де Арнальдо Иссаси, который продолжал довольно неэффективное сопротивление ещё в течение трех лет.
Испанцы дважды в течение ближайших нескольких лет пытались вернуть Ямайку. В первый раз Иссаси был разбит в битве при Очо-Риос в 1657 году, затем во главе подкреплений, набранных в Новой Испании, снова потерпел поражение при Рио-Нуэво в 1658 году. В конце концов по Мадридскому договору 1670 года Испания уступила Великобритании Ямайку вместе с Каймановыми островами.
Под британским правлением Ямайка вскоре стала чрезвычайно эффективным владением, обеспечивая поставки сахара на внутренний рынок и для других колоний.